# Malik Unia
Pour les articles homonymes, voir Unia.
Malik Unia, né le 20 septembre 1965 à Saint-Denis (La Réunion), est un pilote de rallye français. Il est champion de La Réunion des rallyes 2000 (Toyota Celica GT4), 2001 et 2002 (Toyota Corolla WRC).

## Biographie
Passionné de sport dès sa jeunesse, il découvre la discipline du saut à la perche aidé par un professeur d'EPS du Collège de Bourbon. Il intègre un club de sport dans le quartier de Champ Fleuri et devient Champion de France juniors quelques années plus tard. Unia est admis dans le centre de haut niveau de Salon-de-Provence afin de débuter une carrière de perchiste qui est marquée par quelques sélections sous le maillot de l'équipe de France. Le 1er juin 1985, il établit le record de 5,21 m à Aubagne,. L'aventure se poursuit jusqu'au début des années 1990, puis de retour à la Réunion, il entame une autre carrière dans le sport automobile.
Il fait son premier rallye en avril 1990, sur une voiture Renault 5 GT Turbo, avec pour copilote Gilles Stasica.
En 2005, il passe son diplôme de moniteur de pilotage et concrétise son projet d'ouverture d'école de pilotage sur le circuit Félix Guichard de Sainte-Anne, dans l'est de l'île de La Réunion,,. Il court la saison de cette année sur une Ford Escort RS 2000.
Il participe au championnat de la Réunion 2006 sur une Citroën C2 S1600 où il finit deuxième du championnat et premier des deux roues motrices devant une Clio Kit-Car, une 206 S1600 et une Opel Astra Kit-Car.
Durant la troisième épreuve du championnat de La Réunion des rallyes 2009 au Rallye National des Tamarins, avec son copilote Jean-Diony Laval, ils font appel auprès du tribunal pour contester deux faux départs durant des épreuves spéciales (ES), la pénalité d'une minute est réduite à dix secondes et leur permettent de remporter la course,.
En 2011, tout en étant partenaire depuis plusieurs années avec les stages « Groupama 10 de conduite », la société d'assurance mutuelle renforce sa collaboration avec Unia en communiquant sur la valorisation des stages et valide un partenariat avec la Peugeot 306 Maxi. Le championnat de La Réunion des rallyes débute bien pour Unia en se classant 1er et 2e dans le Groupe A des deux premiers rallyes,. Le sort en décide autrement par trois abandons successifs sur les cinq épreuves.
En 2012, sans apporter de finalité dans le classement général du championnat de La Réunion des rallyes avec sa Peugeot 306 Maxi, l'année est caractérisée par un manque de financement suffisant pour faire rouler une « Grand Mère un peu vieillotte par rapport aux véhicules du moment », confiant du potentiel de la voiture « dévoreuse d'asphalte », Unia décide de changer de préparateur et arrive en tête du classement Scratch et du Groupe A à laquelle appartient la voiture.
Il s'occupe à présent à plein temps de son école de pilotage et est pilote officiel de l'écurie Peugeot Sport Réunion sur une Peugeot 207 S2000.

## Palmarès

### Titres
- 1995 : 1er de la Coupe promotion et Champion de La Réunion de division 2 sur Renault 5 GT Turbo en Groupe N[réf. nécessaire] ;
- 1996 : Vice-Champion de La Réunion groupe N avec une Toyota Corolla 16S en Groupe A[réf. nécessaire] ;
- 1999 : Vice-champion de La Réunion des rallyes avec une Toyota Celica GT-Four, Groupe A[13] ;
- 2000 : Vainqueur du Tour auto de La Réunion avec une Toyota Celica GT-Four (ST 205), Groupe A[14] ;
- 2001 et 2002 : Vainqueur de La Réunion des rallyes avec une Toyota Corolla WRC[15],[16] ;
- 2009 : Vainqueur de La Réunion des rallyes avec une Peugeot 207 S2000[6].